# Voglans
Voglans ist eine französische Gemeinde mit 1998 Einwohnern (Stand 1. Januar 2022) im Département Savoie in der Region Auvergne-Rhône-Alpes. Sie gehört zum Arrondissement Chambéry und ist Mitglied im Gemeindeverband Communauté d’agglomération Grand Lac. Die Bewohner werden Voglanais und Voglanaises genannt.

## Geographie
Voglans liegt auf 262 m, etwa sieben Kilometer nördlich der Stadt Chambéry (Luftlinie). Das Dorf erstreckt sich im Nordwesten des Département Savoie, im Alpenvorland südöstlich des Lac du Bourget, leicht erhöht am östlichen Rand der breiten Talebene, die sich südlich des Sees ausdehnt und vom Mont du Chat im Westen respektive vom Mont Revard im Osten flankiert wird.
Die Fläche des 4,62 km² großen Gemeindegebiets umfasst einen Abschnitt der Talsenke von Chambéry. Der Hauptteil des Gebietes liegt in der Talebene, die hier rund zwei Kilometer breit ist und früher eine ausgedehnte Sumpffläche bildete. Heute ist das Gebiet drainiert und wird intensiv genutzt (Landwirtschafts- und Industriezonen). Ganz im Westen reicht das Gemeindeareal bis an den kanalisierten Flusslauf der Leysse (Zufluss des Lac du Bourget). Im Osten erstreckt sich der Gemeindeboden über die Terrasse von Voglans auf den angrenzenden Höhenrücken, der die Ebene von der Talniederung des Tillet trennt. Mit 393 m wird auf diesem Rücken die höchste Erhebung von Voglans erreicht.
Zu Voglans gehören neben dem eigentlichen Ortskern auch mehrere Weilersiedlungen und Gehöfte, darunter:
- Bouvard (250 m) leicht erhöht am östlichen Rand der Talebene
- Villarcher (240 m) inmitten der Talebene von Chambéry

Nachbargemeinden von Voglans sind Le Bourget-du-Lac und Viviers-du-Lac im Norden, Sonnaz im Osten, Chambéry im Süden sowie La Motte-Servolex im Westen.

## Geschichte
Das Gemeindegebiet von Voglans war bereits während der Römerzeit besiedelt, was aufgrund von Mauerfundamenten, Keramikfragmenten und Inschriften nachgewiesen werden konnte. Erstmals urkundlich erwähnt wird Voglannum 1042, als im Ort ein Benediktinerpriorat gegründet und unter die Verantwortung der Abtei Novalesa im Piemont gestellt wurde. Später erschienen die Bezeichnungen Voglen und Vouglens. Im Mittelalter gehörte das Dorf zur Herrschaft Bourget.

## Sehenswürdigkeiten
Die Dorfkirche Saint-Martin von Voglans wurde 1862 im Stil der Neugotik erbaut. Im Château de la Serraz ist heute die Gemeindeverwaltung untergebracht.

## Bevölkerung
| Jahr                       | 1962 | 1968 | 1975 | 1982 | 1990 | 1999 | 2006 | 2016 |
| Einwohner                  | 699  | 824  | 831  | 898  | 1015 | 1447 | 1639 | 1885 |
| Quellen: Cassini und INSEE |      |      |      |      |      |      |      |      |

Mit 1998 Einwohnern (Stand 1. Januar 2022) gehört Voglans zu den kleineren Gemeinden des Département Savoie. Nachdem die Einwohnerzahl in der ersten Hälfte des 20. Jahrhunderts rückläufig war, wurde seit Beginn der 1960er Jahre wieder eine deutliche Bevölkerungszunahme verzeichnet.

## Wirtschaft und Infrastruktur
Voglans war bis ins 20. Jahrhundert hinein ein vorwiegend durch die Landwirtschaft, insbesondere den Weinbau geprägtes Dorf. Von 1877 bis Mitte des 20. Jahrhunderts gab es eine Fabrik, in der Braunkohle verarbeitet wurde. Heute sind in Voglans verschiedene Betriebe des Klein- und Mittelgewerbes ansässig. Größere Gewerbe- und Industriezonen entstanden entlang der Hauptstraße in der Talebene südlich des Lac du Bourget. Mittlerweile hat sich das Dorf zu einer Wohngemeinde gewandelt. Viele Erwerbstätige sind Wegpendler, die hauptsächlich im Raum Aix-les-Bains und Chambéry ihrer Arbeit nachgehen.
Die Ortschaft ist verkehrsmäßig gut erschlossen. Sie liegt oberhalb der Hauptstraße D1201 (ehemals N201), die von Chambéry entlang dem Ostufer des Lac du Bourget nach Aix-les-Bains führt. Weitere Straßenverbindungen bestehen mit Le Bourget-du-Lac und Sonnaz. Der nächste Anschluss an die Autobahn A41 befindet sich in einer Entfernung von rund fünf Kilometern. In Voglans befand sich ein Bahnhof an der Bahnstrecke Culoz–Modane. In der Ebene südlich des Lac du Bourget befindet sich der Flughafen Chambéry-Savoie auf dem Gemeindeboden von Voglans.